# پروتانیستروفئوس
پروتانیستروفئوس (نام علمی: ') نام یک سرده از راسته نیاسوسماران است.